# Landschaftstreffen
Als Landschaftstreffen werden die Fasnets-Umzüge der 8 verschiedenen Regionen (Landschaften) der Vereinigung Schwäbisch-Alemannischer Narrenzünfte (VSAN) bezeichnet. Pro Saison wird in einer Landschaft maximal ein Landschaftstreffen veranstaltet. 
Alle vier Jahre veranstaltet die Vereinigung auch ein großes Narrentreffen, an dem alle 69 Mitgliedszünfte teilnehmen.